# Barranc de Punta Alta
El Barranc de Punta Alta és un barranc que discorre del tot dins del terme municipal de la Vall de Boí, a la comarca de l'Alta Ribagorça, i dins el Parc Nacional d'Aigüestortes i Estany de Sant Maurici.
Té el naixement a uns 2.565 metres, a l'oest de la Punta Alta de Comalesbienes i a l'oest-nord-oest del Pic de Comalesbienes. El seu curs discorre cap al nord-nord-oest, fins a trobar l'Embassament de Cavallers on desemboca, a 1.783 metres d'altitud, en la seva zona central.